# Кордес, Отто
Отто Кордес (нем. Otto Cordes; 31 августа 1905, Магдебург, Пруссия — 24 декабря 1970, Сан-Паулу) — немецкий ватерполист, защитник; пловец. Олимпийский чемпион 1928 года, серебряный призёр летних Олимпийских игр 1932 года, серебряный призёр чемпионата Европы 1931 года, бронзовый призёр чемпионата Европы 1926 года.

## Биография
Отто Кордес родился 31 августа 1905 года в немецком городе Магдебург.
Играл в водное поло за «Эллас» из Магдебурга. В его составе восемь раз становился чемпионом Германии (1924—1926, 1928—1931, 1933).
В составе сборной Германии дважды выигрывал медали чемпионата Европы — бронзовую в 1926 году в Будапеште и серебряную в 1931 году в Париже.
В 1928 году вошёл в состав сборной Германии по водному поло на летних Олимпийских играх в Амстердаме и завоевал золотую медаль. Играл на позиции защитника, провёл 7 матчей, забросил 2 мяча (по одному в ворота сборных США и Венгрии).
В 1932 году вошёл в состав сборной Германии по водному поло на летних Олимпийских играх в Лос-Анджелесе и завоевал серебряную медаль. Играл на позиции защитника, провёл 4 матча, забросил 1 мяч в ворота сборной США.
Кроме того, выступал в плавании. В 1924—1927 годах четырежды подряд был чемпионом Германии среди студентов на дистанции 100 метров вольным стилем.
В 1939 году по работе был направлен в Бразилию, где остался после начала Второй мировой войны.
Умер 24 декабря 1970 года в бразильском городе Сан-Паулу.

## Семья
Сын — Буркхард Кордес (род. 1939), бразильский яхтсмен. Участник летних Олимпийских игр 1968 и 1972 годов.

## Память
В Магдебурге имя Кордеса увековечено на Аллее спортивной славы.